# Broddetorps församling
Broddetorps församling var en församling i Skara stift och i Falköpings kommun. Församlingen uppgick 2006 i Hornborga församling.

## Administrativ historik
Församlingen har medeltida ursprung.
Församlingen var till 1962 moderförsamling i pastoratet Broddetorp, Hornborga och Sätuna som från 1540 även omfattade Bolums församling. Från 1962 till 1989 annexförsamling i pastoratet Gudhem, Östra Tunhem, Ugglum, Broddetorp, Hornborga, Sätuna, Bolum och Bjurum. Församlingen införlivade 1989 Sätuna, Bolums och Hornberga församling och var därefter till 1998 annexförsamling i pastoratet Gudhem, Östra Tunhem, Ugglum, Broddetorp och Bjurum. Från 1998 till 2006 ingående i pastorat med Stenstorps församling som moderförsamling. Församlingen uppgick 2006 i en återbildad Hornborga församling.

## Organister
| Period    | Namn            | Levnadstid | Övrigt   |
| --------- | --------------- | ---------- | -------- |
| 1828–1856 | Johan Liljeberg | 1787–1856  | Organist |
| 1857–1897 | Gustav Hedrén   | 1824–1911  | Organist |

## Kyrkor
- Broddetorps kyrka gemensam med andra församlingar.